# Tomasz Grodzki
Tomasz Paweł Grodzki (sinh ngày 13 tháng 5 năm 1958) là một chính trị gia, bác sĩ và bác sĩ phẫu thuật người Ba Lan. Ông giữ chức Chủ tịch Senat (Thượng viện Ba Lan) từ ngày 12 tháng 11 năm 2019, đánh bại Stanisław Karczewski với 51 phiếu bầu từ thượng viện.

## Tiểu sử

### Giáo dục và hoạt động khoa học
Grodzki tốt nghiệp Đại học Y Pomeranian ở Szczecin (1983), lấy bằng tiến sĩ năm 1991, bằng sau tiến sĩ năm 2003, nhận chức danh Giáo sư Khoa học Y khoa năm 2010. Ông công tác tại Khoa Y của Đại học Y Pomeranian và sau đó là Đại học Y Pomeranian.

### Sự nghiệp chính trị

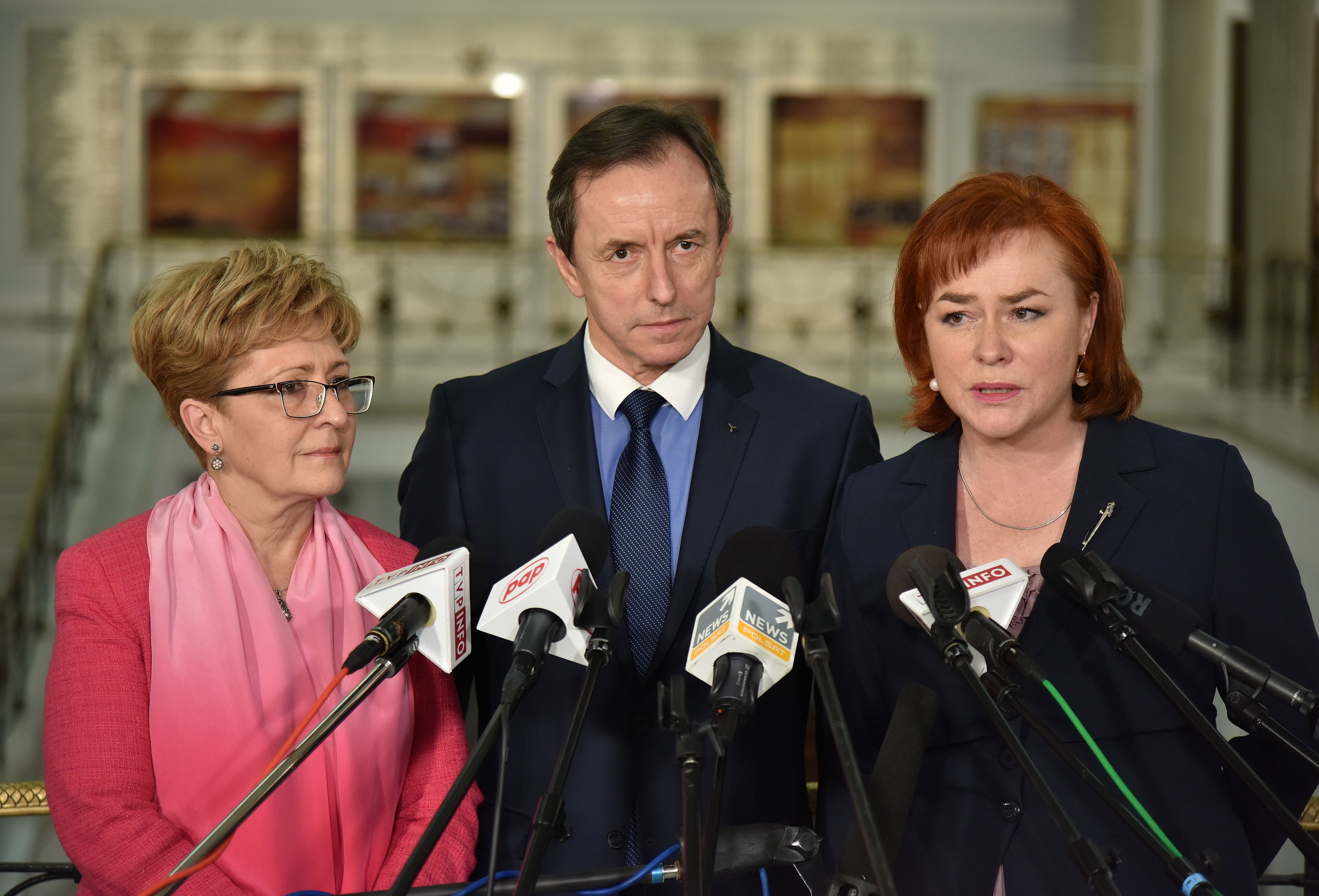
Grodzki cùng Elżbieta Radziszewska và Lidia Gądek tại Sejm (hạ viện), năm 2016.

Trong các cuộc bầu cử địa phương ở Ba Lan vào năm 2006, 2010 và 2014, ông được bầu làm thành viên Hội đồng Thành phố Szczecin từ danh sách ứng cử viên của Đảng Cương lĩnh Dân sự mà không chính thức gia nhập đảng. Năm 2014, ông ứng cử vào Nghị viện Châu Âu. Grodzki nhận được 26.863 phiếu bầu và không trúng cử bất kỳ ghế nào.
Trong cuộc bầu cử năm 2015, ông ứng cử vào thượng viện ở khu vực bầu cử thứ 97. Ông nhận được 69.887 phiếu bầu và thắng một ghế trong thượng viện.
Tháng 9 năm 2019, ứng cử viên tổng thống Małgorzata Kidawa-Błońska giới thiệu ông cho vị trí Bộ trưởng Bộ Y tế, khi tin rằng Liên minh Dân sự (gồm Đảng Cương lĩnh Dân sự, Đảng Hiện đại, Đảng Sáng kiến Ba Lan, Đảng Xanh) sẽ giành chiến thắng trong cuộc bầu cử cùng năm diễn ra sau đó. Kết quả cuộc bỏ phiếu giúp ông trụ ghế nghị sĩ thêm một nhiệm kỳ, khi giành được 149 trên tổng số 245 phiếu.
Ngày 8 tháng 11 năm 2019, ông được Đảng Cương lĩnh Dân sự, Đảng Nhân dân Ba Lan và phe cánh tả giới thiệu ứng cử chức Chủ tịch Thượng viện khóa 10. Ngày 12 tháng 11, ông được bầu vào vị trí này với 51 phiếu bầu và là kết quả đạt đa số.

## Cáo buộc tham nhũng
Tháng 3 năm 2021, đại diện Văn phòng Công tố Szczecin yêu cầu thượng viện tước bỏ quyền miễn trừ của Chủ tịch Thượng viện, sau đó đưa ra các cáo buộc chống lại ông liên quan đến việc ông nhận lợi ích tài chính 4 lần vào các năm 2006, 2009 và 2012.
Các cáo buộc tham nhũng đưa ra nhằm vào Tomasz Grodzki từ đầu năm 2019, ngay sau khi nhậm chức chủ tịch thượng viện. Giáo sư Agnieszka Popiela tại Đại học Szczecin đăng bài viết lên mạng xã hội, trong đó cô cho biết ông nhận hối lộ 500 USD cho một cuộc phẫu thuật. Chính trị gia bác bỏ những cáo buộc này và đệ trình một bản cáo trạng riêng chống lại tác giả bài viết. Tháng 3 năm 2021, nữ giáo sư bị tòa án quận Szczecin kết tội phỉ báng, buộc ngừng kiện tụng và buộc xin lỗi chủ tịch thượng viện.
Tomasz Grodzki cũng đệ đơn kiện Samuel Pereira và Gazeta Polska, một phóng viên của Radio Szczecin về tội phỉ báng. Hai người này gọi ông là "một kẻ hối lộ tầm thường".
Ngày 18 tháng 5 năm 2022, Thượng viện đưa ra quyết định cuối cùng, bác bỏ những cáo buộc mà công tố viên đưa ra nhắm vào Tomasz Grodzki.

## Đời tư
Grodzki kết hôn với Joanna, một bác sĩ chuyên khoa mắt. Họ có với nhau hai cô con gái.

## Vinh danh và giải thưởng
Năm 2009, ông được trao tặng Huân chương Chữ thập vàng.
Năm 2014, ông được trao tặng Huân chương Polonia Restituta.
Ông cũng được vinh danh với danh hiệu Đại sứ Thành phố Szczecin (2003), danh hiệu Menedżerem Rynku Zdrowia cao quý trong lĩnh vực y tế (2013), được tờ báo Gazeta Wyborcza trao tặng danh hiệu Człowieka Roku (Nhân vật của năm) (2020).